# Sartorius (azienda)

Logo fino al 2020

La Sartorius AG è una società tedesca di forniture biochimiche con sede a  Göttingen, già Sartorius-Werke.
La società è divisa in due branche Bioprocess Solutions e Lab Products & Services. Bioprocess Solutions fornisce soluzioni per la filtrazione, fluidmanagement, fermentazione e purificazione per la chimica biofarmaceutica. Lab Products & Services tratta strumentazione di laboratorio e materiali usati. Sartorius è presente in Europa, Asia e America è presente nel listino TecDAX e MDAX.

## Storia
La storia della società inizia il 1° luglio 1870, da Florenz Sartorius (1846–1925) con l'officina di meccanica fine F. Sartorius a Gottinga in Groner Straße, successivamente seguì listruzione alla Università di Gottinga. La fabbrica iniziò ad avere successo con la costruzione di una bilancia analitica con l'utilizzo di nuovi materiali come l'alluminio. Ancora oggi il settore di misurazione del peso di precisione è un core bussiness dell'azienda.
Dall'utilizzo dell'acqua come forza motrice nel 1892 viene creata una seconda officina a Rauschenwasser di Bovenden. Nel 1895 viene costruita la 3000° bilancia, e l'azienda occupa 60 persone. Dopo l'elettrificazione di Gottinga del 1899 l'azienda si trasferì a nord dela città in Weender Landstraße. Nel 1906 in società entrano i tre figli del fondatore, Wilhelm (1872–1937), Erich (1876–1947) e Julius (1878–1918). Nel 1911 viene prodotta la 10.000a bilancia. Nel 1914 la società diventa per azioni. Durante la prima guerra mondiale si costruirono anche apparati per uso militare, e l'azienda si sviluppò ulteriormente.
Nel 1927 con il nome di Membranfiltergesellschaft mbH la società sviluppò il filtro a membrana, ad opera del chimico Richard Zsigmondy (premio Nobel nel 1925) e Wilhelm Bachmann. Da qui nacque la divisione Bioprozess.
Nel 1947 muore Erich Sartorius. Il figlio, Horst Sartorius, prenderà la guida della Sartorius-Werke AG durante il periodo della ricostruzione postbellica. Nel 1948 inizia la collaborazione con Otto Hahn, premio Nobel nel 1944 e presidente della Max-Planck-Gesellschaft a Göttingen. La società raggiunge la 100.000a bilancia costruita nel 1958.
Dal 1967 al 1978 la società diventa Sartorius-Werke GmbH. Nel 1969 viene costruita la prima Plate and Frame-Crossflow-sistema ultrafiltrante per grandi volumi. Verrà così permessa la possibilità in microbiologia di analizzare molecole sempre più piccole come antivirali. Nel 1970 nasce la prima bilancia analitica elettronica Sartorius.
Nel 1971 viene prodotta la prima bilancia al mondo in grado di misurare i nanogrammi. Verrà utilizzata nel programma Apollo dall'astronauta Neil Armstrong.
Nel 1982 viene costruita la prima bilancia di precisione per ambienti esplosivi.